# Lacedonia
Lacedonia – miejscowość i gmina we Włoszech, w regionie Kampania, w prowincji Avellino.
Według danych na 1 stycznia 2022 roku gminę zamieszkiwało 2071 osób (1032 mężczyzn i 1039 kobiet).